# ホテルニューオータニ幕張
ホテルニューオータニ幕張（ホテルニューオータニまくはり）は、千葉県千葉市美浜区の幕張新都心にある、株式会社ニューオータニ直営の高級ホテルである。政府登録国際観光旅館、東京ディズニーリゾート・グッドネイバーホテル、幕張メッセオフィシャルホテルの一つ。

## 沿革
- 1990年（平成2年）11月8日 - 着工[4]。
- 1993年（平成5年）9月1日 - 開業[1]。

## 施設概要

### 主な施設
- 客室418室
- 駐車場350台
- レストラン：イタリアンコンチネンタル「マーレ ディ オータニ」、日本料理「千羽鶴」、「一心」、「山茶花」、鉄板焼「けやき」「スカイバーベキュー」、中国料理「大観苑」、カフェ・バー「ザ・ラウンジ」、「ベイコートカフェ」他
- 宴会場：最大1800名収容の大宴会場「鶴」をはじめ中小宴会場が多数あり。
- ミーティングルーム
- 挙式会場

### 建築概要
- 所在地：〒261-0021 千葉県千葉市美浜区ひび野2-120-3
- 階数：地上24階、地下1階
- 高さ：97.2メートル

## アクセス
- 鉄道
  - JR東日本 海浜幕張駅南口 徒歩約5分[5]
- 自動車
  - 東関東自動車道 湾岸千葉インターチェンジ 約5分[5]
  - 東関東自動車道 湾岸習志野インターチェンジ 約5分[5]
  - 京葉道路 幕張インターチェンジ 約10分[5]